# Lauro Pereira Travassos
Lauro Pereira Travassos (Angra dos Reis, 2 de julho de 1890 – 20 de novembro de 1970) foi um parasitólogo, pesquisador e professor universitário brasileiro.
Membro associado da Academia Brasileira de Ciências e comendador da Ordem do Mérito Médico, Lauro foi um dos mais importantes parasitólogos do Brasil e do mundo.

## Biografia
Lauro nasceu no município de Angra dos Reis, em 1890, na fazenda Japuíba, em uma grande casa colonial. Parte da fazenda seria depois desapropriada para a construção da estrada Rio-Santos. Era filho de João de Matos Travassos, coronel da Guarda Nacional, e Laura Pereira Travassos, descendentes de portugueses. tinha uma irmã, Celeste, e um irmão, João. Na capital fluminense, frequentou o colégio Alfredo Gomes. Ao se formar no secundário, ingressou no curso de medicina da Faculdade de Medicina do Rio de Janeiro, hoje pertencente à Universidade Federal do Rio de Janeiro.
Em 1913, como estagiário da Fiocruz, publica seus primeiros trabalhos pela Fiocruz, em co-autoria com José Gomes de Faria (1887-1962), sobre o Linguatula serrata, encontrado no intestino de um paciente. Como exigência da Faculdade Nacional de Medicina para a obtenção do título de médico, Lauro apresentou uma tese de doutorado intitulada Sobre as espécies brazileiras da subfamília Heterakinae. Participou também do combate à febre amarela no Rio de Janeiro e em Belém.
Em 1915, tornou-se chefe do Laboratório de Helmintologia do então Instituto Oswaldo Cruz, que se expandiu e tornou-se uma divisão da Zoologia Médica. Com a sua ascensão, além da expansão do Laboratório de Helmintologia, também iniciava a “Escola de Travassos”, voltada para a Taxonomia Zoológica, escola informal que delineou a zoologia brasileira.
| “ | Travassos era um helmintologista clássico. Agora, o Travassos tinha um conhecimento de Zoologia excepcional, que todo parasitologista deve ter. Conhecia de invertebrados até mamíferos. O que ele sabia de tubo digestivo de aves... Até hoje eu converso com ornitologistas e eles concordam que na classificação de aves tinha que ser tomado em conta o tubo digestivo, dadas as diferenças de alimentação que elas têm... | ” |

A Escola de Travassos era marcada pelo experimentalismo no ensino; interesse aplicado; nacionalismo em ciência. O grupo informal de profissionais, porém, não ficou isento de críticas, principalmente em relação ao nacionalismo e à ausência de um enfoque evolucionista, pois trabalhavam com sistemática pura, enfatizando a nomenclatura. O evolucionismo, porém, só viria a fazer parte do cotidiano dos taxonomistas brasileiros com o retorno de Paulo Vanzolini (1924-2013) em 1951 da Universidade de Harvard. Pesquisadores de outros locais, como do Museu Nacional, também não aplicavam a visão evolucionista nas pesquisas da época.
Outro aspecto importante na Escola de Travassos foram as expedições científicas ao interior do Brasil, em que pesquisadores, não só de Manguinhos, como também de outras instituições, colecionavam material zoológico com intuito de enriquecer as coleções científicas.
Em 1926 Lauro assume a cátedra de Parasitologia da Faculdade de Medicina de São Paulo, hoje a Faculdade de Medicina da Universidade de São Paulo, onde renova o ensino, com o desenvolvimento dos trabalhos práticos, dando mais objetividade e estimulando vocações. Em 1926 embarca para a Alemanha, onde estagia no  Institut für Schiffsund Tropenkrankheiten, em Hamburgo, onde também ministrou um curso de dez meses de duração.
Lauro também foi professor da Faculdade Nacional de Veterinária, na década de 1930, que posteriormente faria parte da Universidade Federal Rural do Rio de Janeiro. Mas por impedimento legal de acumular cargos, preferiu retornar a Manguinhos, de volta para a Fiocruz, onde permaneceu até seus últimos dias.
Ao longo de 57 anos de vida acadêmica, Lauro Travassos publicou cerca de 436 artigos, um total de 4220 páginas com 5197 desenhos, essenciais para trabalhos de taxonomia zoológica. Dentre esses artigos, 280 são sobre helmintos e 95 sobre insetos, além de variados assuntos como relatórios de excursões científicas, biografias entre outros.
Na entomologia, especializou-se em lepidópteros (borboletas e mariposas), em especial os da família Arctiidae, sobre a qual publicou 43 artigos. É também de sua autoria o livro Introdução ao Estudo da Helmintologia, uma das poucas obras editadas em português.

## Vida pessoal
Foi casado com Odete Travassos, com quem teve quatro filhos: Lauro, Haroldo, Heraldo e Odete, sendo três deles naturalistas como o pai.

## Morte
Lauro faleceu em 20 de novembro de 1970, aos 80 anos, no Hospital Evandro Chagas, localizado no campus da atual Fundação Oswaldo Cruz, em Manguinhos.